# Jacques Dutronc
Jacques Dutronc (París, 28 de abril de 1943) es un cantautor y actor cinematográfico francés.

## Trayectoria artística
Estudió en la escuela comunal de la calle Blanche, en la escuela Rocroy-Saint-Léon, convertida en el liceo Rocroy-Saint-Vincent-de-Paul, de la calle Faubourg-Poissonnière, y en el liceo Condorcet en París. En 1981, se casó con la cantautora y modelo Françoise Hardy, con quien vivía desde 1967 y hasta 1988.

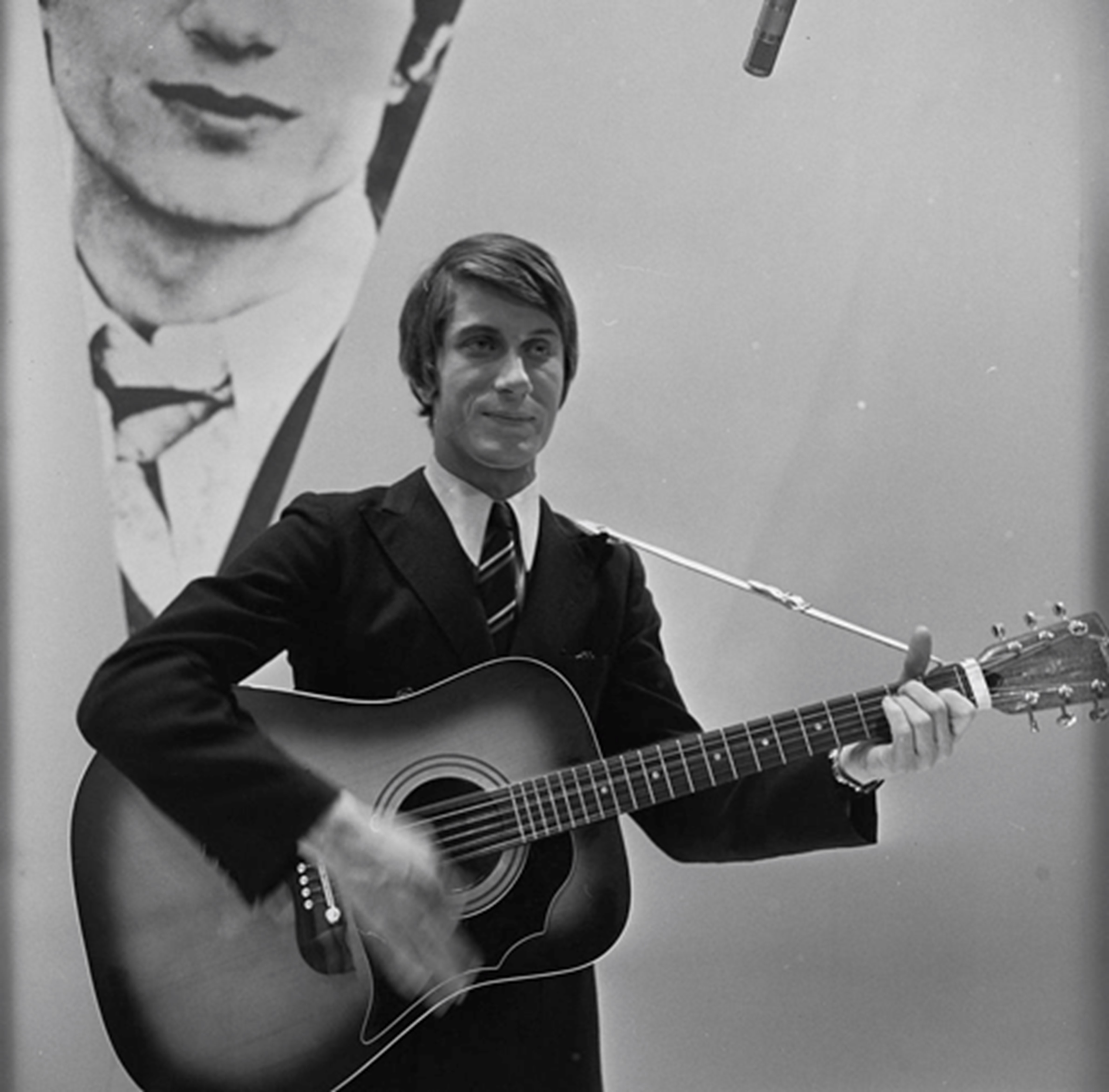
Dutronc en 1966

Comenzó en el grupo El Toro et les Cyclones. Compuso una primera canción para Françoise Hardy, Le temps de l'amour, un éxito. Después de su servicio militar, fue nombrado codirector artístico de la compañía discográfica Vogue. En esta misma época también compuso canciones para otros intérpretes como Va pas prendre un tambour para Françoise Hardy.
En 1966, graba su primer disco, "Et moi, et moi, et moi", con mucho éxito de ventas en Francia. Su segundo LP, "Les play-boys", fue número 1 y el tercero, "Les cactus", hizo que hasta el primer ministro de la época, Georges Pompidou, lo usara en un discurso en la Asamblea Nacional. En 1967, tuvo otro n.º 1 con "J'aime les filles", seguido de "Le plus difficile". 
El reconocimiento general de la crítica llegaba en 1968 con la canción Il est cinq heures, Paris s'éveille (Son las cinco de la mañana, París despierta), también n.º 1. Después de los acontecimientos de mayo de 1968, grabó L'opportuniste. 
Todos sus textos en los años sesenta son de Jacques Lanzmann, escritor, periodista, hermano de Claude Lanzmann (exsecretario de Jean-Paul Sartre). Pero Dutronc participa en la confección de los textos, modificándolos para adaptarlos a la música que compone. En 1969, es "Le responsable", un rock de buena factura, y "L'hôtesse de l'air", y en 1970, una magnífica canción, "À la vie, à l'amour", y una colaboración con un dibujante escritor de textos, Fred ("Le fond de l'air est frais"). Siguen "L'Arsène", para una serie TV sobre Arsène Lupin, "À-la-queue-les-Yvelynes", "Le petit jardin" (1972), "Le dragueur des supermarchés" y "Le testamour" (1973), sin olvidar "Gentleman Cambrioleur". En 1972, primera colaboración con Serge Gainsbourg ("Elle est si"). Seguirán Les roses fanées (las rosas marchitas), "Le bras mécanique", "L'île enchanteresse", "L'amour prison" (1975) y un LP titulado "Guerre et Pets", con varios títulos escritos por Gainsbourg, con música de Dutronc (entre otros "L'hymne à l'amour", "J'ai déjà donné" o "L'avant-guerre, c'est maintenant"). En 1982, aparece el LP "C'est pas du bronze" (con "Savez-vous planquer vos sous", "Berceuse" y "Tous les goûts sont dans ma nature"). En este disco, Dutronc escribe varios textos y colabora con Anne Segalen, exmujer de Lanzmann, que cofirmó algunos éxitos de los 60 con él. En 1984, un sencillo, "Merde in France", un gran éxito. En 1987, es "C.Q.F.D" (con "Qui se soucie de nous", "Opium" y "Corsica", una canción cantada en corso con el grupo I Muvrini) y en 1992, es el regreso en el escenario después de 20 años, un éxito colosal, en el Casino de París. El disco live se vendería a más de 700.000 ejemplares. En 1995, su hijo Thomas escribió unos textos del LP "Brèves rencontres", entre otros "À part ça". Y en 2003, hasta ahora el último disco, "Madame l'existence", con textos cofirmados con Jacques Lanzmann, que le valdría un disco de oro (más de 100.000 copias). En 2010, después de 17 años de ausencia, reaparece en los escenarios con éxito, empezando por el Zenith de París, una gira con 50 fechas previstas.
En 1973, Dutronc inició una también importante carrera cinematográfica con "Antoine et Sébastien" de Jean-Marie Périer, el exnovio de la esposa de Jacques, Françoise Hardy. Su primer éxito como actor fue en "Lo importante es amar" (L'important c'est d'aimer), de Zulawski, 1975, con Romy Schneider. En 1991, consiguió un César como protagonista de la película Van Gogh de Maurice Pialat. Su filmografía incluye películas como "Le bon et les méchants", de Claude Lelouch, "Violette et François" de Jacques Rouffio, Mado de Claude Sautet, 'Sauve qui peut la vie' de Jean-Luc Godard, "Tricheurs", de Barbet Schroeder, "Toutes peines confondues", de Michel Deville, "Place Vendôme", de Nicole Garcia, "Merci pour le chocolat", de Claude Chabrol, "C'est la vie", de J.P. Amaris o "Le deuxième souffle", de Alain Corneau. En total, aparece en casi 40 películas.

## Discografía

### Álbumes
- Jacques Dutronc. Vogue, 1966.
- Jacques Dutronc. Vogue, 1968.
- Jacques Dutronc. Vogue, 1969.
- Jacques Dutronc. Vogue, 1970.
- Jacques Dutronc. Vogue, 1971.
- Jacques Dutronc. Vogue, 1972.
- Jacques Dutronc. Vogue, 1975.
- Guerre et pets. Gaumont Musique, 1980.
- C'est pas du bronze. Gaumont Musique, 1982.
- Re-mix again. Gaumont Musique, 1984.
- C.Q.F.D...utronc. CBS, 1987.
- Complètement Dutronc. Vogue, 1991.
- Jacques Dutronc au Casino. Columbia, 1992.
- Intégrale Jacques Dutronc. Vogue Bmg, 1992.
- Intégrale Dutronc, les années Columbia. Sony/Columbia, 1992.
- Brèves Rencontres. Columbia, 1995.
- Madame l'existence. Columbia, 2003.
- L'intégrale les Cactus. 2004.
- En vogue. Vogue Bmg, 2004.

### Algunas de sus canciones más conocidas

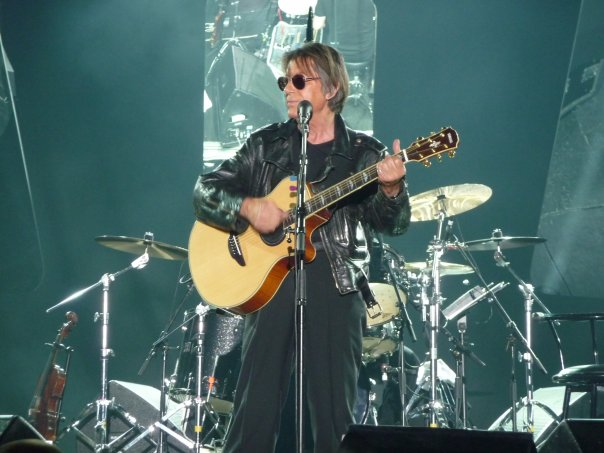
Jacques Dutronc en 2010.

- "Et moi, et moi, et moi", el primer éxito
- "Mini mini"
- Les play-boys, segundo éxito y LP más vendido
- "La fille du père Noël"
- "On nous cache tout, on nous dit rien"
- "Il est cinq heures, Paris s'éveille", que sería su mayor éxito.
- "Les cactus", incluida muy posteriormente por Vanessa Paradis en su repertorio.
- "J'aime les filles"
- "L'idole"
- "Le plus difficile"
- "L'opportuniste"
- "A tout berzingue"
- "L'aventurier"
- "Le responsable"
- "L'hôtesse de l'air"
- "Le fond de l'air est frais"
- "L'Arsène"
- "Le petit jardin"
- "Gentleman cambrioleur"
- "Les roses fanées" (las rosas marchitas), letra y música de Serge Gainsbourg. La versión más popular fue la interpretada a trío por Jacques Dutronc, Serge Gainsbourg y Jane Birkin.
- "L'Hymne à l'amour"
- "Merde in France"
- "Qui se soucie de nous ?"
- "À part ça"
- "Tous les goûts sont dans la nature"

## Filmografía

### Actor
- 1973: Antoine et Sébastien de Jean-Marie Périer: Sébastien
- 1973: OK patron de Claude Vital: Léon Bonnet
- 1974: L'important c'est d'aimer de Andrzej Żuławski Jacques Chevalier
- 1976: Le Bon et les Méchants de Claude Lelouch: Jacques
- 1976: Mado de Claude Sautet:  Pierre
- 1976: Violette et François de Jacques Rouffio: François Leuwen
- 1977: Le point de mire de Jean-Claude Tramont: Julien
- 1977: L'état sauvage de Francis Girod: Avit
- 1977: Sale rêveur de Jean-Marie Périer: Jérôme
- 1978: Pierrot mon ami (TV) de François Leterrier: Pierrot
- 1978: Retour à la bien-aimée de Jean-François Adam: Julien
- 1979: Sauve qui peut (la vie) de Jean-Luc Godard: Paul Godard
- 1979: Scénario de Sauve qui peut(la vie) de Jean-Luc Godard  (cortometraje)
- 1979: Le mors aux dents de Laurent Heynemann Loïc Le Guenn
- 1979: Le mouton noir de Jean-Pierre Moscardo: Vincent Messonier
- 1979: L'Entourloupe de Gérard Pirès: Olivier
- 1979: À nous deux de Claude Lelouch: Simon Lacassaigne
- 1980: Rends-moi la clé de Gérard Pirès: Nicolas Kervellec
- 1980: Malevil de Christian de Chalonge: Colin
- 1981: L'Ombre rouge de Jean-Louis Comolli: Léo
- 1981: Une jeunesse de Moshé Mizrahi: Brossier
- 1982: Paradis pour tous de Alain Jessua: Pierre Valois
- 1982: Y a-t-il un français dans la salle? de Jean-Pierre Mocky: Éric Plante
- 1983: Sarah de Maurice Dugowson: Arnold Samson
- 1983: Tricheurs de Barbet Schroeder: Elric
- 1988: Mes nuits sont plus belles que vos jours de Andrzej Żuławski: Lucas
- 1989: Chambre à part de Jacky Cukier: Francis
- 1990:  Le Pinceau à lèvres de Bruno Chiche (cortometraje)
- 1991:  Van Gogh de Maurice Pialat: Van Gogh
- 1991:  Toutes peines confondues de Michel Deville: Gardella
- 1994: Le Maître des éléphants de Patrick Grandperret: Garoubier
- 1995: Les victimes de Patrick Grandperret: Bernard Jaillac
- 1997: Place Vendôme de Nicole Garcia: Battistelli
- 2000: Merci pour le chocolat de Claude Chabrol: André Polonski
- 2001: C'est la vie de Jean-Pierre Améris: Dimitri
- 2001: Embrassez qui vous voudrez de Michel Blanc: Bertrand Lannier
- 2004: Pédale dure de Gabriel Aghion: Charles
- 2006: Ma place au soleil de Éric de Montalier: Gérard
- 2007: U.V. de Gilles Paquet-Brenner
- 2007: Le deuxième souffle de Alain Corneau: Stanislas Orloff
- 2010: Joseph et la fille de Xavier de Choudens